# Северная лужайка

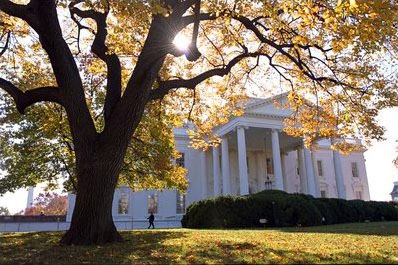
Американский вяз Ulmus americana с желтой осенней листвой

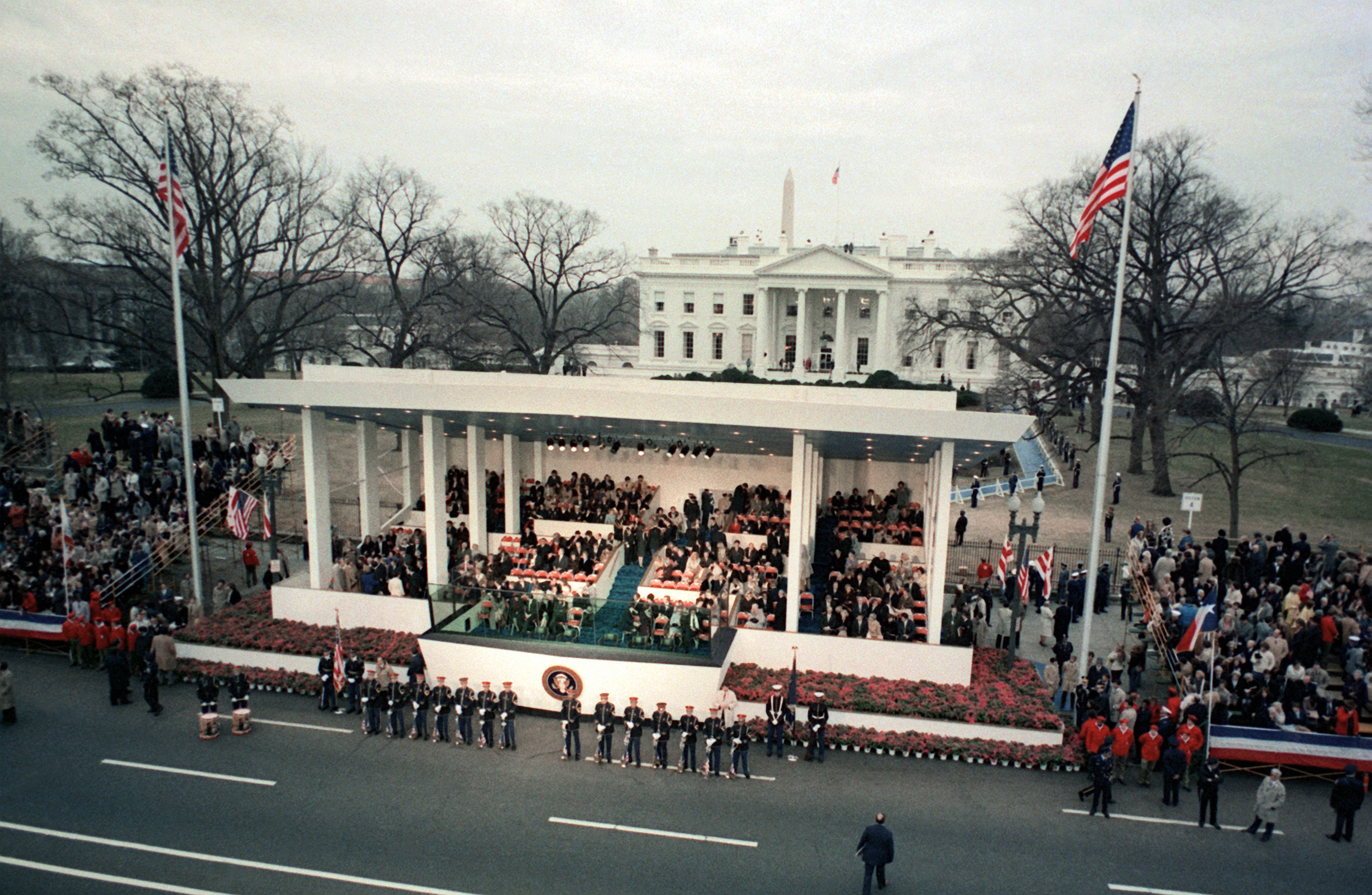
Президентский обзорный стенд и Северная лужайка

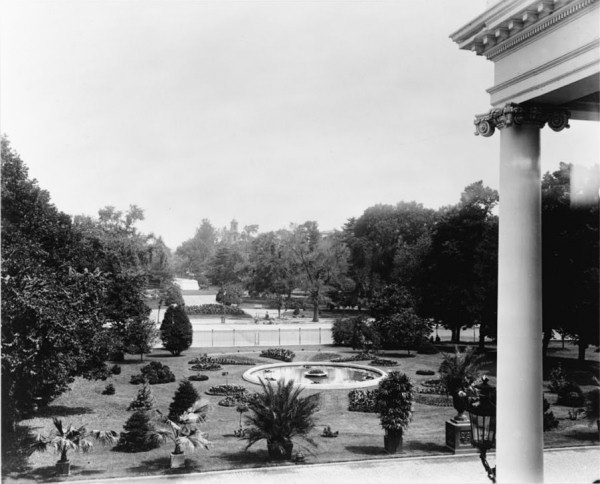
Северная лужайка и колонна Северного портика, сфотографированные из президентской столовой, фото сделано около 1902 года

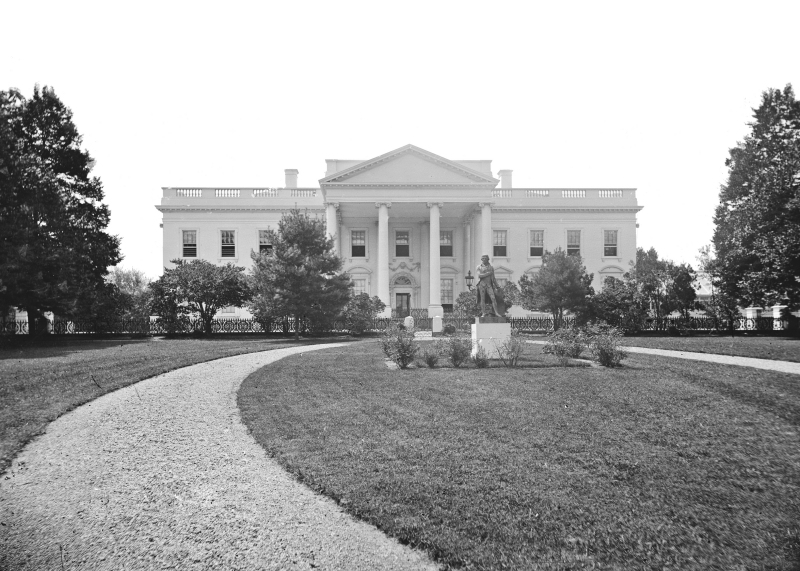
Северная лужайка Белого дома и статуя Томаса Джефферсона в 1860-х годах, во времена Линкольна

Северная лужайка Белого дома в Вашингтоне граничит на севере с Пенсильвания-авеню, откуда открывается широкий вид на здание Белого дома. Лужайка закрыта густыми насаждениями с востока от Ист-Экзекьютив-драйв и здания Министерства финансов США, а также с запада от Вест-Экзекьютив-Драйв и Старого административного здания. Поскольку Северная лужайка граничит с Пенсильвания-авеню, официальным адресом Белого дома, ее иногда называют фронтальной лужайкой.

## Описание и использование
Полукруглая подъездная дорога проходит от северо-западных ворот через Северный портик и возвращается к Пенсильвания-авеню через северо-восточные ворота. Круглый бассейн с фонтаном расположен в центре северного портика.
Прибывающие государственный гости входят на территорию Белого дома, и их официально приветствуют на лужайке перед тем как проводить на государственный ужин. Экскурсии начинаются на Ист-Экзекьютив-Драйв, заканчиваются у Северного портика. Посетители выходят через северо-восточные ворота.
Журналисты из пула Белого дома часто стояли на Северной лужайке на фоне Северного портика во время телевизионных выпусков новостей. Вплоть до 1990-х годов они вели вещание с самой лужайки, однако после этого она оказывалась затоптана и испачкана. В 1990-х годах точка вещания была перенесена на новый участок лужайки, покрытый для этой цели гравием, что привело к неофициальному названию этой точки — «Галечный пляж». В 2003 году это место было покрыто каменными плитами, что привело к новому прозвищу — «Стоунхендж». Тем не менее первое остается несколько более распространенным.
Перед инаугурацией президента на Северной лужайке, обращенной к Пенсильвания-авеню, возводится обзорный стенд. Президент использует его для наблюдения за проходящим из Капитолия парадом.

## Дизайн и посадки
В плане Вашингтона, составленном Пьером-Шарлем Ланфаном в 1793 году, Президентский дом располагался напротив слияния радиальных проспектов с центром в Северной лужайке. В 1850 году ландшафтный дизайнер Эндрю Дэвис попытался смягчить геометрию плана Ланфана.
В 1848 году президент Джеймс Полк установил посреди лужайки бронзовую статую Томаса Джефферсона. В 1871 году ее заменили бассейном и фонтаном с паровым приводом. В течение оставшейся части XIX века Северная лужайка была засажена сложными сезонными цветочными ковровыми клумбами вперемешку с тропическими растениями, заимствованными из стеклянных домов Белого дома.
В 1902 году Теодор Рузвельт нанял архитектурную фирму МакКим, Мид и Уайт для перестройки части Белого дома. Он был вынужден упростить территорию, устранив то, что все чаще воспринималось как викторианский беспорядок. Схема посадок растений на Северной лужайке была значительно упрощена. Позже, в 1934 году, президент Франклин Д. Рузвельт поручил Фредерику Лоу Олмстеду-младшему рекомендовать изменения. Олмстед понимал необходимость предложить президентам и их семьям некоторую степень конфиденциальности и совместить ее с требованием публичной доступности Белого дома. План Олмстеда представлял ландшафт в основном таким, каким он выглядит сегодня: сохранение или посадка крупных деревьев и кустарников по периметру, создают границы для визуальной конфиденциальности. Открывался широкий обзор дома с севера и юга. Газон был засажен тростниковой овсяницей.

### Деревья
Деревья на северной лужайке включают европейский бук, американский вяз, белый дуб, магнолию Суланжа, красный клён, американский каштан, американский и английский самшит.

### Сезонные посадки
Бассейн засажен сезонно тюльпанами, армянским мускари весной, пеларгонией и морской якобеей летом и хризантемой осенью.